# Rouves
Rouves település Franciaországban, Meurthe-et-Moselle megyében. Lakosainak száma 102 fő (2022. január 1.). Rouves Clémery, Éply, Nomeny, Port-sur-Seille és Raucourt községekkel határos.

## Népesség
A település népessége az elmúlt években az alábbi módon változott:
| Lakosok száma | 70   | 68   | 78   | 96   | 107  | 106  | 102  | 105  | 106  | 102  |
|               | 1968 | 1982 | 1990 | 2006 | 2013 | 2015 | 2017 | 2019 | 2020 | 2022 |